# Абу-ль-Фарадж ибн аль-Джаузи
Джамалудди́н Абу́ль-Фара́дж Абдуррахма́н ибн Али́ аль-Кураши́, известен как Ибн аль-Джа́узи (араб. ابن الجوزي‎) (ок. 1116, Багдад — 1201, Багдад) — арабский историк, специалист в области фикха, хадисов.

## Биография
Родственники его были торговцы медью. Отец Абуль Фараджа умер, когда мальчику было три года, однако от отца ему досталось большое наследство. Воспитывала его тётя по линии отца. Получил фундаментальное образование. Изучил широкий круг традиционных дисциплин от толкования Корана и хадисов до теории диспута.
Его учителями в отсутствие родительской опеки были Ибн аз-Загуани (ум. 1133 н. э.), Абу Бакр ибн ад-Динавари аль-Ханбали (ум. 1138 н. э.); языку обучал его Абу Мансур аль-Джавалики (ум. 1145 н. э.).
Свою преподавательскую деятельность Ибн аль-Джаузи начал в качестве помощника Абу Хакима ан-Нахравани. Проповедовать он начал во времена властвования халифа аль-Муктафи. Поддержку и содействие Ибн аль-Джаузи оказывал визирь Аунуддин ибн Хубайра (в частности, Ибн Хубайра предоставлял Ибн аль-Джаузи возможность читать пятничные проповеди в своём собственном доме).
С 1161 года Ибн аль-Джаузи возглавил придворную мечеть халифа аль-Мустанджида, а затем пять медресе в Багдаде. Благодаря ему и его ученикам ханбализм получил широкое распространение в Багдаде и других городах Халифата.
При вазирях Ибн Хубайре и Ибн Юнусе Ибн аль-Джаузи организовал преследования шиитов. При халифе ан-Насире (1180—1225) вазирем стал шиит Ибн аль-Кассаб, который в 1194 году отправил Ибн аль-Джаузи в тюрьму в город Васит. После пяти лет заточения Ибн аль-Джаузи был освобождён лишь благодаря заступничеству матери халифа.

## Труды
Ибн аль-Джаузи написал большое количество сочинений (согласно различным источникам, от 200 до 1000), многие из которых посвящены толкованию Корана, хадисам, мусульманскому праву, истории, биографии сподвижников пророка Мухаммада, аскетов и суфиев раннего ислама. Борьба с «недопустимыми новшествами» (бида) в исламе и прежде всего с крайностями суфизма, отразилась в его полемических трактатах «Тальбис Иблис», «Замм аль-хава» и «Сайд аль-хатир». Также про недопустимые новшества (бида) в убеждениях и прежде всего со взглядами антропоморфистов в трактате «Борьба с сомнительными доводами антропоморфистов». 
- «Упорядочивающая историю правителей и наций» (Аль-мунтазим фи тарикх аль-мулюк ва-ль-умам; араб. المنتظم في تاريخ الملوك والأمم‎) — история Халифата в 10 томах.
- «Лучшее из лучшего» (Сафуат ас-сафуа; араб. صفوة الصفوة‎)
- «Большой сборник ложных хадисов» (Аль-мавдуат аль-кубра араб. الموضوعات الكبرى‎)
- «Источник движения в науке толкования» (Зад уль-масир фи илм ат-тафсир; араб. زاد المسير في علم التفسير‎)
- «Покрывало дьявола» (Тальбис Иблис; араб. تلبيس إبليس‎)
- «Сад проповедников и луга слушающих» (Бустан аль-ваизин ва рийяд ас-самиин; араб. بستان الواعظين ورياض السامعين‎)
- «О глупых и невнимательных людях» (Ахбар аль-хамка уа аль-мугаффалин араб. أخبار الحمقى والمغفلين‎)
- «Охота за мыслью» (Сайд аль-хатир араб. صيد الخاطر‎)
- «Борьба с сомнительными доводами антропоморфистов» (Даф‘ шубхат ат-ташбих араб. دفع شبهة التشبيه‎)